# Ossa de Montiel
Ossa de Montiel er en by og kommune i det sydøstlige Spanien i provinsen Albacete. Den har et indbyggertal på 2.216 (2024) indbyggere.